# جاستین کیش
جاستین کیش (انگلیسی: Justine Kish؛ زادهٔ ۱۳ آوریل ۱۹۸۸) ورزشکار هنرهای رزمی ترکیبی و کاراته‌کا اهل ایالات متحده آمریکا است. وی از سال ۲۰۱۰ میلادی تاکنون مشغول فعالیت بوده‌است.